# El Capitán Trueno
El Capitán Trueno és un personatge de ficció de còmic que dona nom a una sèrie de còmic d'aventures creat el 1956 pel guionista català Víctor Mora i el dibuixant valencià Miquel Ambrosio Zaragoza (conegut com a Ambrós). El protagonista és el Capitán Trueno, un cavaller que porta unes armes que tècnicament són una brisura de les armes de la Corona d'Aragó tal com va voler el seu creador Víctor Mora. Vivia al temps de la Tercera Croada, ja que el primer episodi s'inicia quan Ricard Cor de Lleó era a Terra Santa (1191-1192). Els seus amics inseparables són Goliath i Crispín i la seva estimada és la reina Sigrid de Thule.

## Breu resum argumental
Mitjançant les dades i dates que ens faciliten les diferents obres que protagonitza el capità podem establir una línia argumental, a grans trets, de les diferents aventures que són narrades:
El Capitán Trueno va néixer cap a l'any 1162 al nord de Catalunya, fill de casa noble. El seu esperit aventurer fa que cedeixi els seus drets a un germà menor i, tot just nomenat cavaller abandona la llar paterna per a llançar-se a l'aventura. És així com Trueno surt per lluitar amb els infidels sarraïns i la seva primera trobada amb un sarraí degenera en combat singular. El guerrer àrab resulta ser un pobre llenyataire disfressat, els pares i germans del qual acaben de ser assassinats pels musulmans. I, sense altre objectiu a la vida que la venjança, decideix unir-se a Trueno i anar a Terra Santa a lluitar en la Croada. El nou company és Goliath.
Poc temps després, tots dos amics troben una petita comitiva atacada per àrabs, després de posar en fuga els assaltants, la moribunda vídua del comte de Normandia, gran amic de la família del capità, els encomana la custòdia del seu fill Crispín de tendra edat; fet que retarda els projectes de la parella, que de croats passen a convertir-se en pares adoptius del nou integrant del grup. Anys després, el 1191 i al comandament d'un petit exèrcit a les ordres de Ricard Cor de Lleó, el Capitán Trueno comença oficialment les seves aventures en el marc de la Tercera Croada, en la presa d'un baluard àrab proper a Sant Joan d'Acre. El seu valor el fa mereixedor de l'amistat de Ricard Cor de Lleó.
A les masmorres de la fortalesa alliberada el capità troba Diego de Ribera, que abans de morir encomana al Capità la devolució d'un valuós calze a la península. Trueno, gràcies als seus serveis, obté del monarca anglès un vaixell amb què emprèn el retorn a la pàtria. De Ribera resulta ser veí del feu familiar de Trueno, ja que les seves possessions es troben en les proximitats de la frontera gal·la, al peu dels Pirineus i al costat de la Mediterrània.
L'accidentat viatge es veu interromput per diversos esdeveniments, dels quals resulta crucial l'assalt del vaixell a càrrec d'un drakkar viking comandat per Ragnar Loghbroth, pare d'una jove rossa, Sigrid, a qui el Capità salvarà repetides vegades de situacions límit.
De tornada a la península, el Capitán Trueno entra de nou en acció alliberant l'anomenat Mag Morgano, inventor avançat, que agraït per l'ajuda prestada oferirà al Capità el seu millor invent: un globus aerostàtic, fonamental a partir d'aquest moment per donar una inusitada mobilitat d'escenaris a les aventures de Trueno i els seus amics, que es desenvoluparan arreu del món.
El seu primer viatge a bord de l'enginy els porta a la Xina, juntament amb Grune, filla de Morgano; allí el Capitán Trueno lluita amb Genguis Kan, un dels pocs contrincants a qui Trueno no podrà derrotar, ja que el combat acaba amb l'extenuació de tots dos.
El periple aeri segueix a través d'Àsia, cap a Palestina de nou, després de creuar-se amb yetis, el Dalai Lama i un pròsper Egipte faraònic. Un cop a l'Orient Mitjà, el Capitán Trueno es converteix en protagonista de la Història en erigir-se en l'emissari a través del qual Saladí ofereix la pau a Ricard Cor de Lleó, que es concretarà en un acord signat en el 1192, després del qual i davant les intrigues efectuades en el seu país, Ricard torna a Europa.
També el Capitán Trueno sent nostàlgia de la seva pàtria, encara que per diverses raons: des de fa temps el persegueix el record de Sigrid i decideix visitar l'illa de Thule, en la qual resideix des que el seu pare es retira del pirateig. El retorn dona lloc a una veritable guerra de pretendents a la mà de Sigrid, el saldo serà l'amistat de Trueno amb el millor de tots ells -el príncep Gunder-, el compromís formal amb Sigrid i la mort de Ragnar Loghbroth. Abans de produir-se la mort del pirata viking, aquest es confessa pare adoptiu de Sigrid i desvela que el seu veritable pare era el rei Thorwald, pioner viking descobridor d'Amèrica al costat d'Eric el Roig, i que el cadàver, així com el de la seva dona i el tresor de tots dos, es troba a Winland (el nou continent). Això motiva un immediat viatge per tot Amèrica del Canadà a Mèxic, després del qual i recuperats tresors i cossos, es produirà el retorn definitiu a Thule. Assentada Sigrid ja com a reina de Thule i instal·lats en el seu feu el Capitán Trueno i els seus amics, es tanca el primer i més espectacular cicle d'aventures d'aquest personatge, ja que la necessitat de noves accions generarà una infinitat d'anades i vingudes, de segrestos i incidents que donaran sentit a l'agitada vida de Trueno i els seus companys, i impediran que aquest gairebé no tingui temps d'estar amb Sigrid.

## Els protagonistes

### El Capitán Trueno
El Capitán Trueno va néixer cap a l'any 1162 en una zona costanera del nord de Catalunya. És el fill gran d'un senyor feudal, home il·lustrat aficionat als clàssics, la lectura de capçalera del qual fou La República de Plató. El seu esperit aventurer i la seva animadversió cap al sistema feudal fan que cedeixi els seus drets a un germà menor i tot just després de ser ordenat cavaller, abandona la llar paterna per a llançar-se a l'aventura. En paraules de Víctor Mora:

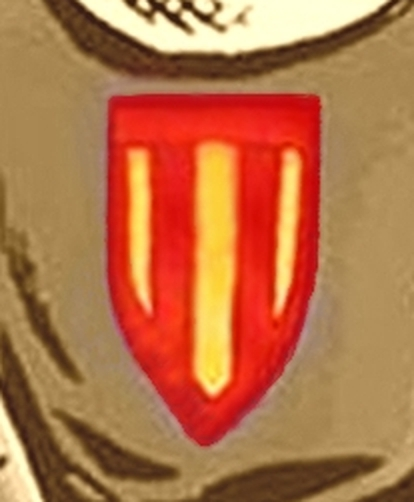
Armes del Capitán Trueno, brisura de les armes de la Corona d'Aragó

| \| « \| Aquest cavaller és fort, simpàtic, lluita amb noble idealisme moral per la justícia, la llibertat, la fraternitat, la pau (...) El seu paper va ser sovint el de fer que masses de gent prenguessin consciència de la bestial explotació a què eren sotmeses per un grup de vampirs (...) Si alguna cosa se li pot retreure és que des d'un punt de vista estètic, el Capità té tots els defectes dels herois positius de la novel·la soviètica dolenta ... No té mai una feblesa. No té mai res a reprotxar ... És l'home que es reprimeix constantment per estar a l'alçada dels ideals que defensa ... \| » \| | |   |
| —Víctor Mora | |   |
| « | Aquest cavaller és fort, simpàtic, lluita amb noble idealisme moral per la justícia, la llibertat, la fraternitat, la pau (...) El seu paper va ser sovint el de fer que masses de gent prenguessin consciència de la bestial explotació a què eren sotmeses per un grup de vampirs (...) Si alguna cosa se li pot retreure és que des d'un punt de vista estètic, el Capità té tots els defectes dels herois positius de la novel·la soviètica dolenta ... No té mai una feblesa. No té mai res a reprotxar ... És l'home que es reprimeix constantment per estar a l'alçada dels ideals que defensa ... | » |

### Goliath
És un golafre que no pot passar més d'una hora sense menjar. Si hi ha alguna cosa que li agradi més que el menjar és una bona baralla, en les quals farà ús del seu "toma-toma" o demostrarà als seus contrincants perquè li diuen el trencanous. Si hi ha alguna dona robusta que es creui pel camí dels nostres herois aquesta s'enamorarà perdudament de Goliath, cosa que li costarà més d'un disgust. És especialista a llançar-se del globus quan no hi ha més llast.

### Crispín
El personatge més jove. És fill del comte de Normandia però, en morir la seva mare, és deixat sota custòdia del Capità i Goliath, convertint-se amb el temps en escuder de Trueno. Les bromes entre el Mestre Goliath i el Cavaller Crispín són dels episodis més memorables de la sèrie. A mesura que va avançant la sèrie s'anirà convertint en un veritable Don Joan amb les noietes de la seva edat i cada vegada adquireix més protagonisme, arribant a córrer aventures pel seu propi compte, especialment a la sèrie El Capitàn Trueno Extra.

### Sigrid
Tot cavaller ha de tenir una dama i Trueno no havia pas de ser menys. Només que en aquest cas, a més de ser constantment segrestada, és alguna cosa més. Sigrid és reina de l'illa de Thule i no és la típica dama que espera al balcó del seu castell l'arribada del seu estimat. Acompanya en moltes aventures el trio protagonista, convertint aquest en quartet, i més d'una vegada ha salvat la vida a algun dels tres, una cosa que era inconcebible en els anys en què va néixer el Capitán Trueno. A més a més d'això, també va ser revolucionària en un altre detall: Sigrid i Trueno no es casen. Tot i que en habitacions separades, conviuen i són considerats gairebé un matrimoni, però no són casats.

### Personatges secundaris

#### Mago Morgano
Amb un nom clarament inspirat en la fada Morgana, és l'inventor del globus aerostàtic gràcies al qual els personatges podran arribar abans que Colom al Nou Món, visitar l'orient llunyà, Àfrica Central i els llocs més insospitats. A més, la seva ment privilegiada el farà presa dels malvats, que més d'una vegada obligaran Morgano a "oferir" els seus serveis, amb la consegüent aventura del Capità per rescatar-lo. També els seus invents desenfrenats donaran peu a múltiples aventures.

#### Ragmar Logbrodt
En un principi, apareix com un pirata viking que és el pare de Sigrid. El seu paper a la sèrie és realment curt, però sense la seva actuació les aventures de Trueno mai haurien arribat al que són ara. A la seva mort, després d'haver llimat les asprors amb El Capitán Trueno, revela a la seva filla que en realitat no és tal, sinó que el seu pare era el rei Thorwarld de Thule, instant-la a ocupar el tron que li pertany i a recuperar els cossos i el tresor dels seus pares, que descansen a Winland (Amèrica). Això propiciarà una de les sagues més recordades de les aventures dels nostres amics

#### Gundar i Zaida
De tots dos, el primer personatge que apareix a la sèrie és Zaida. És la "Reina dels negrers", és a dir, una mercader d'esclaus que va capturant homes negres per la costa africana. Trueno i els seus amics la desafien i vencen una vegada, però tornarà a sorgir en episodis posteriors, de nou com a enemiga. Tot i que s'enamora lentament de Trueno, el cor del capità ja pertany a Sigrid. Així arribem a la batalla que corren els pretendents de la futura reina de Thule per salvar-la de les urpes d'un reietó grassonet que vol fer-la la seva dona a la força. Un d'aquests guerrers és Gunder, que havia estat promès des de jove amb Sigrid. D'acord amb les seves intervencions, resulta ser un príncep viking de l'illa de Tule, a Noruega (possiblement inspirada en les illes Lofoten). Sorgeix així la primera trobada entre Gunder i Trueno. Finalment, quan tots dos s'adonen del valor de la seva contrincant, es fan amics i, ja que Gunder no es pot casar amb Sigrid i Zaida no es pot casar amb Tueno, decideixen canviar les parelles. Es forma així el matrimoni Gunder-Zaida, que ajudarà moltes vegades el Capitán Trueno i els seus amics.

#### Grume i Wang Ho
Grune és la filla del mag Morgano. Quan aquest construeix el primer globus per als nostres amics, ella s'embarca per accident amb ells. Això els portarà fins a la llunyana Xina imperial, on s'enamorarà de Wang-Ho, un guerriller, antic capità de la guàrdia de l'emperador, que s'ha rebel·lat contra la seva tirania. Quan Trueno i els altres fabriquen un nou globus per partir, ja restablert l'ordre, ella decideix quedar-se i casar-se amb el xinès. En els quaderns, tanmateix, va aparèixer temps després al castell amb el seu pare, en una aventura amb uns escacs gegants "robòtics", sense fer cap esment a la seua relació amb Wang-Ho; ho va fer també en El Capitán Trueno Extra, on la intervenció de guionistes "estranys" la feien neboda de Morgano.

#### Ricard Cor de Lleó
El monarca anglès és el cap dels croats als quals s'uneix Trueno en el primer quadern. Encara que al principi no adquireix massa importància i s'utilitza gairebé només per donar una dimensió temporal i un context històric al relat, després adquirirà veritable importància, especialment en El Capitán Trueno Extra, on serà amfitrió dels nostres amics en múltiples ocasions. Convé no oblidar tampoc que, segons la historieta, va ser Trueno el que va propiciar la trobada entre Ricard i Saladí perquè acabés la Tercera Croada.

#### Genguis Kan
No ens podem oblidar d'un dels personatges que més fascinació va causar entre els lectors a finals dels 50. Genguis Kan era un personatge pràcticament desconegut per al públic espanyol quan va aparèixer a la sèrie. Això, afegit a l'extraordinari vestit amb què el va presentar el dibuixant Ambrós, és el que va causar tanta sensació entre el públic. Les seves aparicions van ser poques en les historietes, però és, al costat de Ricard Cor de Lleó, l'únic que no ha estat vençut per l'espasa de Trueno.

## Trajectòria editorial
El juny de 1956 neix, amb format apaïsat de tebeo d'aventures, El Capitán Trueno. Creat per Víctor Mora i dibuixat per Ambrós. Inicialment de llançament quinzenal, en el número 22, la col·lecció passa a setmanal. Igual que amb altres sèries com El Inspector Dan o Vendaval (sèrie de SF creada també per Mora), el llançament recolza en la publicació d'aventures paral·leles a les pàgines centrals de la revista setmanal d'humor Pulgarcito, que comptava amb una gran difusió. El Capitán Trueno va romandre durant cinc anys en aquest setmanari.
El setembre de 1957 i davant l'augment constant de vendes (el tiratge inicial havia estat de 30.000 exemplars), s'efectua la reedició dels primers números a raó de dos còmics per setmana i al preu d'1,50 ptes en lloc del preu original d'1,25.
L'èxit creixent del personatge impulsa l'editorial a una major explotació i el 1960 es crea una nova publicació setmanal, El Capitán Trueno Extra format de revista. A partir d'aquest moment, i fins al 1968, cada setmana apareixeran dos còmics sota el segell d'El Capitán Trueno.
Aquesta producció obliga a la creació d'una infraestructura editorial en la qual s'integren diversos dibuixants per a realitzar la sèrie. L'editorial, per mantenir una certa unitat gràfica en l'obra, obliga els autors a incrustar sobre els seus dibuixos les cares dels personatges dibuixats per Ambrós. D'aquesta manera en innombrables vinyetes apareixen caps completament desproporcionats al cos i veritables pegats gràfics que de vegades fan baixar el nivell de qualitat de la sèrie a sota mínims.
Només autors amb una forta personalitat com Ángel Pardo Ruiz (en el quadern) i Fuentes Man (a la revista) van aconseguir imposar les seves pròpies cares als personatges i evitar-ne la manipulació. Malgrat tot això les vendes segueixen en augment i s'arriba a la xifra de 175.000 exemplars de tirada a la setmana. Sobrepassant entre les dues publicacions el milió d'exemplars al mes.
L'èxit constant d'El Capitán Trueno s'ha de relacionar directament amb l'excel·lent nivell mitjà dels guions. El quadern manté un ritme i interès notable, durant gairebé tota la seva existència i els 400 primers números contenen llargues aventures encadenades de molta qualitat.
Pel que fa a la realització gràfica, el treball d'Ambrós, Ambrós-Beaurnont, Ángel Pardo i Fuentes Man, sobresurt també i és molt superior a la resta dels col·laboradors.
El 1964 es fa la primera reedició en un format diferent de l'original amb l'Àlbum Gegant El Capitán Trueno, d'aparició mensual. És aquesta una reedició en què es presenta una versió força adulterada de l'original, per diverses raons:
- El format que obliga el remuntatge i, per tant, a afegir i treure vinyetes, o retocar-les.
- S'estableix un final per a cada número per a dotar d'una aventura completa a cada exemplar, cosa que obliga a allargar o constrènyer les històries.
- La censura, molt més activa en aquesta època que en els anys 50, obliga a eliminar totes les escenes violentes i esborrar la majoria d'armes, amb la qual cosa moltes vegades s'aconsegueixen escenes grotesques en què els personatges moren per art de màgia o disparen arcs sense fletxes...

Aquesta mateixa censura obligarà a suavitzar el contingut de les noves aventures de Trueno en el quadern i la revista, tot i que Víctor Mora introduirà amb habilitat l'humor o la ciència-ficció per sortir airosament del pas.
Completa el panorama editorial d'El Capitán Trueno l'edició de sis novel·les a la col·lecció Herois, en la qual s'incloïa una doble versió literària i en historieta.
La crisi general que arriba a tots els còmics d'aventures a Espanya, arriba finalment també a El Capitán Trueno i al llarg del 1968 desapareixen les dues col·leccions setmanals, havent superat entre ambdues el miler de números publicats.
Un any després, 1969, mentre segueix apareixent l'Àlbum Gegant, s'inicia una nova reedició; aquesta vegada acolorida: Trueno Color. A través de 297 números ens oferirà les aventures del quadern, barrejades amb les de l'Extra i finalment les de Pulgarcito i els Almanacs.
De nou es tracta d'una versió manipulada per condicionants editorials: el propòsit és oferir aventures completes cada tres números tractant així d'aconseguir àlbums segons el model franco-belga. Ens trobem amb talls i afegits per tot arreu, encara que en aquesta versió es fan veritables estralls que destrossen el fil argumental i mescles d'històries per completar cicles de tres números que són autèntics disbarats. Així mateix la coloració estil Bruguera és força tosca i de baixa qualitat.
Aquesta versió en color va donar lloc a l'edició de diversos àlbums, primer en tapa dura i color blanc, després en tapa dura i color vermell i finalment en tapa tova i color groc. El 1980 es va rellançar en format més reduït (format Olé) amb un número especial en què s'incloïen les primeres aventures, aquest cop amb retocs mínims. En finalitzar la sèrie de Trueno Color el 1977, es continua amb una segona època en què es prescindeix de l'equivalent als dos-cents primers quaderns i es numera a partir del número 1.
Així mateix esclata un conflicte entre Víctor Mora i Editorial Bruguera, que no li reconeix els drets d'autor. L'editorial arriba a afirmar que el veritable creador és Víctor Alcázar, el pseudònim utilitzat per Mora. El procés finalitza amb el segrest judicial dels exemplars de Trueno (just quan s'havia iniciat l'esmentada primera reedició una mica fidedigna) i desapareix el personatge dels quioscos fins que el 1986 autor i editorial arriben a un acord.
És ja l'últim període d'editorial Bruguera, en el qual s'intenta reflotar l'empresa després de la seva suspensió de pagaments. Uns mesos abans del tancament definitiu de l'editorial es llança una nova revista amb noves aventures del Capitán Trueno, dibuixades aquesta vegada per Jesús Blasco i Luis Bermejo. Se n'editen un parell d'àlbums i s'inicia la reedició facsímil de la col·lecció original, que es veu interrompuda en el seu número 12.
Un any després Planeta-De Agostini arriba a un acord amb Víctor Mora i sota el segell d'Aventures Bizarras publica en format comic-book noves aventures dibuixades per Luis Bermejo i un últim número obra de Jesús Redondo. La col·lecció s'interromp en arribar Víctor Mora a un acord amb Ediciones B, empresa sorgida després de la compra de Bruguera pel grup Z, per rellançar tots els seus personatges.
El mateix 1987 la nova editorial propietària de les marques s'afanya a llançar El Capitán Trueno, en una publicació setmanal realitzada a base d'agrupar dos quaderns de Trueno Color a cada número. És a dir, la mateixa reedició comentada anteriorment. Aquesta col·lecció va romandremolt de temps en els quioscos, ja que un cop finalitzada es redistribueix des del primer número.
Potser el fet més significatiu dels anys 80 hagi estat la publicació d'un episodi aparegut a la Història dels Còmics editada per Toutain, el 1983, en què es va publicar la primera escena de llit de Sigrid i del Capitán Trueno. En aquella ocasió l'enrenou causat entre els fans va ser notable, més tenint en compte que la historieta havia estat realitzada pel tàndem Mora-Ambrós (amb la col·laboració d'Amador García). Aquesta aventura fou reeditada en català per l'Ajuntament de Castelló d'Empúries amb un tiratge de 1.500 exemplars el 1996 sota el títol de Capitán Trueno, Fill de l'Empordà. En aquesta dècada, només resta afegir la historieta de quatre pàgines apareguda a la revista Micromania amb motiu del llançament del joc d'ordinador del Capitán, que va comptar amb els llapis de Jesús Redondo.
Ja a la dècada de 1990, després de finalitzar l'Edició Històrica (Trueno Color, editat per Ediciones B) es van publicar noves aventures dibuixades per John M. Burns, la primera de les quals (titulada La Reina Bruja de Anubis) es va publicar primer per episodis a la revista Mortadelo i després en un tom del tipus franco-belga, el 1991, format en què es llançaria directament la segona el 1993.
Coincidint amb el llançament de les aventures de Burns, van aparèixer en el mercat, de la mà d'Ediciones B, reedicions de gran qualitat, com la dels quaderns de la sèrie clàssica en format facsímil, per fascicles primer i en edició de luxe després; alhora, va començar la sèrie Cómics de oro, que va recopilar les col·laboracions d'Ambrós a la Revista i els almanacs després de 1964 i les més notables de Fuentes Man en la segona època de la Revista. Es varen editar cinc toms acolorits a mà.
El 1998 va arrencar la sèrie FANS, que va començar recopilant les historietes del Capitán Trueno Extra realitzades per Fuentes Man i, a partir de la trentena, la d'altres autors com Martínez Osete. Acolorits per ordinador i amb portades de Rafa Fonteriz (només fins al número 31), aquests quaderns, en format OLE, es recopilen de cinc en cinc en uns volums anomenats Super Capitán Trueno. La primera època va acabar el 2001, amb la publicació del lliurament 31, començant una segona època a principis de 2004.
L'última aventura del Capitán Trueno aparegué el 2003, editada per Círculo de Amigos del Capitán Trueno. És una historieta de 10 pàgines presentada en un quadern apaïsat a tot color, amb guió de Víctor Mora i llapis de Paco Nájera, titulada Zagorff el Belicoso. L'aventura serveix de pàgines centrals a una revista anomenada El Capitán Trueno. Homenaje.
El setembre de 2003 es va iniciar la reedició dels sis primers volums de l'edició facsímil.
El 29 setembre 2004 Buena Vista Home Entertainment va llançar dos DVD recopilant quatre històries extretes dels Cómics de oro, essent els primers video-còmics editats a Espanya.
El 2006, per commemorar el 50è aniversari del personatge, va aparèixer al mercat un volum de luxe recopilant les primeres aventures dibuixades per Ambrós a la revista Pulgarcito, sota el títol Chandra l'Usurpador. Així mateix, Ediciones B va editar un volum amb una historieta a tot color titulada Silencios, la juventud del Capitán Trueno, dibuixada per Alfonso López i guionizada per Pepe Gálvez. Aquesta aventura no pertany al "cànon" del personatge.
Al marge de tota aquesta àmplia trajectòria editorial, s'han publicat dos llibres recopilant historietes dels almanacs en tirada limitada per a col·leccionistes.

## Característiques de l'obra
Tant el gèneremedieval com el dels navegants dels segles xvi i xvii havien estat explorats amb anterioritat per dibuixants i guionistes espanyols. D'aquesta manera, Manuel Gago García (Gago) va crear El Guerrero del Antifaz, ambientat en l'època dels Regnes de Taifes, mentre que Iranzo havia ideat les aventures del personatge El Cachorro, intrèpid mariner de les flotes de Felip III. A diferència d'aquestes obres, el Capitán Trueno defensarà valors molt més universals i allunyats de la simplista pugna contra "el moro" o de la lluita contra els salvatges caníbals americans.
Víctor Mora va idear altres sèries amb personatges semblants: El Jabato, ambientada en l'Imperi Romà i amb un guerrer iber com a protagonista; El Corsario de Hierro, on el protagonista és un navegant espanyol del segle xvii, època subsegüent a la dels grans descobriments geogràfics, i El Cosaco Verde, ambientada a Rússia.
Les sèries mantenen arquetips de personatges amb caràcters similars: un oficial respectuós, caut i valent, i dos amics que sempre l'acompanyen (un de gran i fort i un altre de petit i més feble). Parafrasejant Víctor Mora, aquests dos personatges, companys de l'heroi principal, es van crear per donar una imatge d'heroi solidari, que no solitari. Així mateix, els companys Goliath i Crispín permeten al guionista impregnar amb nombrosos tocs d'humor (gags) la narració de les aventures, que aconsegueix mitjançant les freqüents al·lusions del primer al gran batraci verd i els acudits, gràcies i ocurrències del segon envers el seu gras amic.

### Guions
Els guions del Capitán Trueno fugen de donar una visió maniquea o estereotipada de les altres races i cultures. D'aquesta manera, trobem tant a enemics com amics entre els vikings noruecs, els xinesos continentals, els indígenes americans i, fins i tot, entre els mateixos espanyols, una societat en què apareixen personatges honrats i valents al costat de tipus execrables, els quals, per exemple, volen practicar la "caça de l'home" amb els seus mateixos servents. Tot i ser una obra amb herois i dolents, no tots els personatges que van desfilant són bons o dolents de manera permanent o absoluta. Cal citar com a exemple el viking Ragnar Loghbroth, pare adoptiu de Sigrid, que confessa en el seu llit de mort que, si bé va atacar i saquejar com a pirata les riques naus dels mercaders, "també és cert que vaig combatre [ continua el relat del viking] els traficants d'esclaus". A aquests va ajudar a recobrar la llibertat.
L'ús de l'humor i de les situacions còmiques, comenta l'autor en el pròleg de La Reina Bruixa d'Anubis, també es va apartar d'altres historietes dels anys 50 i 60, on no era normal, ni de bon tros, veure l'heroi somriure i riure a riallades.
Un altre factor d'èxit va ser el tractament donat a les heroïnes. Mora ja va percebre els incipients moviments socials que impulsaven l'alliberament de la dona, per la qual cosa va dotar les dones de les seves obres d'una decisió i capacitats de comandament molt allunyades dels arquetips que descrivien la típica companya del guerrer, com la xinesa Lin Chin al Guerrero de l'Antifaz o Maria, l'africana dona de Batán a El Cachorro. La dama de l'heroi, Sigrid, va arribar a ser Reina de Thule, país que va governar amb encert i sense necessitat de cap tutela masculina. I, en el desenvolupament de les aventures del Capitán Trueno, ens trobem amb altres notes distintives que la separen dels perfils de les altres heroïnes clàssiques com Mercedes, la dona del capità Fierro a El Cachorro [en el cas de Mercedes, els sinistres caníbals americans la prenen com a reina en la més pura versió colonialista, segons la qual, una estrangera, sense conèixer la gent i les terres que governa, és adoptada com a dirigent suprema (com succeeix amb The Phantom); però, la duresa de Mercedes es desfà aviat, arrancant a plorar en els braços del seu estimat i, posteriorment, abandonant-ho tot per tornar a Espanya i contraure matrimoni]. Encara que també Sigrid vol casar-se amb el seu heroi, no per això desatén les seves obligacions de bon govern pel que fa als seus súbdits, raons i responsabilitats que li impedeixen acompanyar l'heroi en moltes de les seves aventures.
Finalment, l'autor propugna la defensa de la Ciència i dels avenços tècnics: per exemple, quan el mag Morgano és alliberat i Crispín li pregunta, al laboratori, si és allà on realitza la seva màgia, aquell li respon: "l'única màgia que hi ha aquí, és en els llibres de Ciència". Els invents del mag Morgano constitueixen [salvant les anacronies que Mora adverteix en el mateix còmic], valuosos elements dinamitzadors de la sèrie i, un d'ells en especial, el globus aerostàtic, li permetrà al guionista desplaçar amb facilitat l'heroi i els seus companys per diversos continents. Gràcies a aquest mag (qui construeix el primer globus de la sèrie), el Capitán Trueno aprèn a fabricar aquest aparell volador, el qual el portarà a llocs i continents allunyats, exòtics i inexplorats per la suposada època de les aventures (Mongòlia, Japó, Àfrica o Amèrica). D'altra banda, l'aparent "màgia" que s'insereix en les aventures mai és tal, sinó que té una explicació racional, ja sigui per mitjà de reaccions químiques o per enginyosos trucs, estratagemes provocades pels falsos mags per espantar i reforçar la superstició, la dependència i la submissió del poble (si bé, en les últimes aventures, més recents, sí que hi apareix la màgia com a tal).

### Problemes amb la censura
Com va declarar el mateix autor en un programa d'Informe semanal de TVE, el Capitán Trueno seria actualment el que podríem anomenar un defensor dels Drets Humans; aquesta concepció o caracterització del personatge li va portar certs problemes amb la censura de l'època i el règim franquista, sempre exalçant la victòria sobre els agnòstics i ateus (projectada a la lluita contra el musulmà infidel) i propugnant els valors del catolicisme més ortodox. D'aquesta manera, la intervenció de mica en mica més accentuada dels censors va impulsar en alguns casos (o limitar en altres) determinades situacions, entre les quals es denoten tres aspectes, un de tipus sociològic-religiós-, un altre amb implicacions de caràcter polític i un darrer de lluita contra l'erotisme:
- Amb la finalitat de no afavorir la idea de portar una vida de parella (o en comú) fora del matrimoni, la Reina Sigrid no acompanya en tot moment el Capitán Trueno, sinó només en comptades ocasions.
- El Regne de Thule no és mostrat com una Monarquia parlamentària, sinó com un Regne amb tints de tipus paternalista i semiautoritari. Els membres del Parlament són designats per un Consell d'Ancians, tradicionals dipositaris d'una saviesa ancestral.
- L'erotisme en les històries es va perseguir i s'eliminaven escenes o personatges que es podien considerar lascius o eròtics.[7]

## Al cinema
El 7 d'octubre del 2011 es va estrenar la pel·lícula El Capitán Trueno y el Santo Grial, dirigida per Antonio Hernández i protagonitzada per Sergio Peris-Mencheta (capitán Trueno) i Natasha Yarovenko (princesa Sigrid), amb un rodatge problemàtic i dificultats econòmiques en la seva producció.